# 알락도요
알락도요(영어: wood sandpiper, 학명: Tringa glareola)는 도요목 도요과에 속하는 작은 섭금류이다. 한국에서는 흔한 나그네새이다. 유라시아 종인 이 종은 도요목(shanks)에 속하는 중간 크기의 긴 다리를 가진 섭금류 중 가장 작은 종으로, 다른 유사 종들이 해양이나 해안 서식지에 서식하는 것과는 달리 주로 민물과 습지 환경에 서식한다.

## 분류
알락도요는 1758년 스웨덴의 자연학자 칼 린네가 그의 저서 『자연의 체계(Systema Naturae)』 제10판에 현재의 이명법명인 Tringa glareola로 공식적으로 기재했다. 린네는 1746년에 출판된 자신의 저서 『스베치카의 동물상(Fauna Svecica)』을 인용했다. 그는 모식 서식지를 유럽으로 명시했지만, 현재는 스웨덴으로 제한되어 있다. 이 종은 단형종으로 간주되며, 아종은 알려져 있지 않는다. 속명 트링가(Tringa)는 1599년 울리세 알드로반디(Aldrovandus)가 삑삑도요(Tringa ochropus)에게 부여한 신라틴어로, 아리스토텔레스가 언급한 "지빠귀 크기, 흰 엉덩이, 꼬리를 흔드는" 섭금류인 고대 그리스어 트룽가스(trungas)에서 유래했다. 종명인 글레올라(glareola)는 "자갈"을 뜻하는 라틴어 글레아(glarea)에서 유래했다.

## 설명
알락도요는 앞서 언급한 삑삑도요(T. ochropus) 또는 갈색삑삑도요(T. solitaria)의 다리가 더 길고 섬세한 형태와 비슷하지만, 부리가 더 짧고 가늘며 등은 갈색이고 다리는 더 길고 노란색이다. 알락도요는 삑삑도요와 달리 엉덩이에 작고 대조적인 흰색 무늬가 있는 반면, 갈색삑삑도요는 엉덩이에 무늬가 전혀 없다. 그러나 알락도요는 이 두 종과 밀접한 관련이 없다. 가장 가까운 친척은 붉은발도요(T. totanus)이며, 쇠청다리도요(T. stagnatilis)와 자매 관계이다. 이 세 종은 붉은색 또는 노란색 다리를 가진 작은 정강이 무리로, 윗부분은 은은하고 밝은 갈색(약간의 어두운 얼룩무늬 포함)의 번식깃을 띠고, 가슴과 목에는 다소 작고 흩어진 갈색 반점 무늬가 있다.

## 서식지
유리시아대륙 북부에서 번식, 아프리카와 인도, 동남아시아, 오스트레일리아 등에서 월동한다. 물 고인 논에서 먹이를 찾는다.